# Екстремум функције
Екстремум функције је назив за максимуме или минимуме функције на посматраном интервалу.
Разликују се глобални или апсолутни и локални екстремуми, у зависности од тога да ли је нека вредност екстремална за цео домен функције, или за неки мањи посматрани интервал.

## Проналажење екстремума
Екстремалне вредности неке функције се испитују преко њеног другог извода. Потенцијалне вредности за екстремуме су тачке из домена за које је њен први извод једнак нули. Те тачке се називају стационарним тачкама и у њима знак другог извода карактерише екстремуме.
Критичне тачке су оне тачке где функција има све парцијалне изводе првог реда непрекидне или неки од парцијалних извода није дефинисан.
- Ако је у тачки  други извод позитиван, та тачка је екстремум и функција у тој тачки има минимум.
- Ако је у тачки  други извод негативан, та тачка је екстремум и функција у тој тачки има максимум.
- Ако је у тачки  други извод једнак нули и даље су једнаки нули сви изводи до n-1-ог, екстремум је одређен n-тим изводом. Ако је n паран број и n-ти извод је позитиван, функција има минимум у тој тачки, а ако је n-ти извод негативан, функција има максимум. У случају када је n непаран број, функција у тој тачки нема екстремум. Та тачка се назива седласта тачка и функција у њој прелази из минимума у максимум или из максимума у минимум.[1]